# Susan DeMattei
Susan Marie DeMattei, née le 15 octobre 1962 à San Francisco en Californie, est une coureuse cycliste américaine. Spécialiste du cross-country (VTT), elle a remporté une médaille d'argent aux championnats du monde en 1994 et une médaille de bronze aux Jeux olympiques de 1996. 
Elle est admise au Mountain Bike Hall of Fame en 1997 et au Temple de la renommée du cyclisme américain en 2012.

## Palmarès

### Jeux olympiques
- Atlanta 1996
  -  Médaillée de bronze en VTT cross-country

### Championnats du monde
- Championnats du monde de VTT cross-country féminin
  -  Médaillée d'argent en 1994